# Gun Röring
Gun Margareta Röring, née le 16 juin 1930 à Umeå et morte le 17 mars 2006 dans la même ville, est une gymnaste artistique suédoise. 

## Palmarès

### Jeux olympiques
- Helsinki 1952
  -  médaille d'or aux exercices d'ensemble avec agrès portatifs par équipes